# 訃報 2010年6月
訃報 2010年6月（ふほう 2010ねん6がつ）では、2010年6月中に物故した、又は物故が報じられた人物についてまとめる。

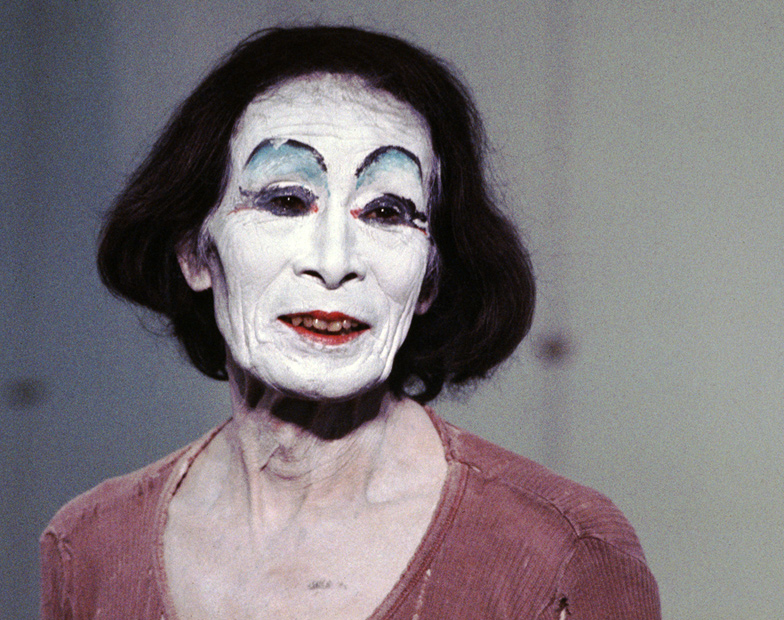
大野一雄／6月1日没

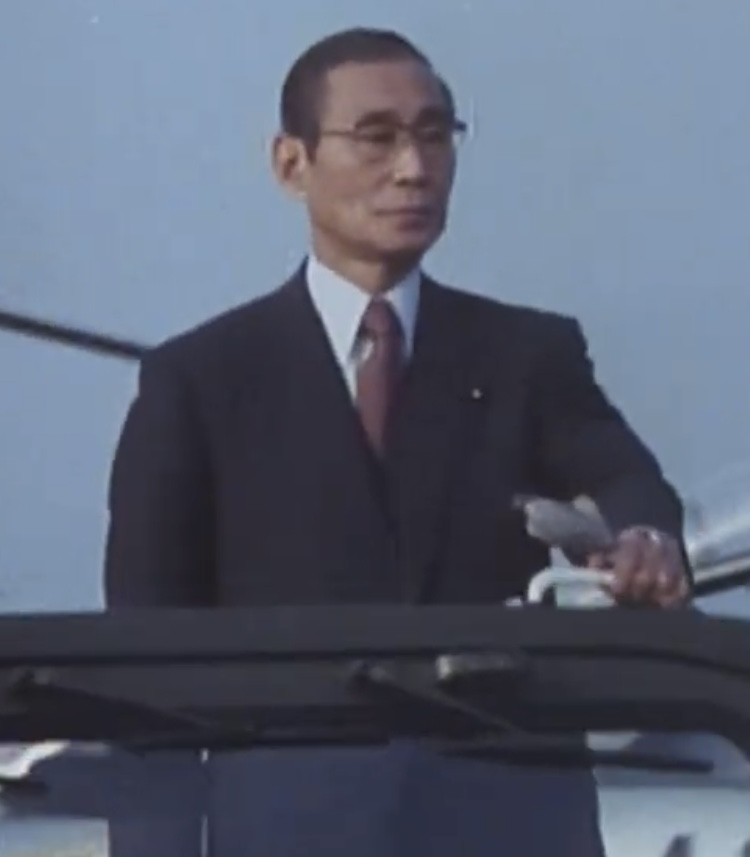
栗原祐幸／6月1日没

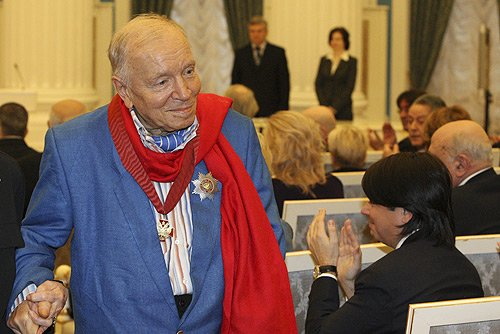
アンドレイ・ヴォズネセンスキー／6月1日没

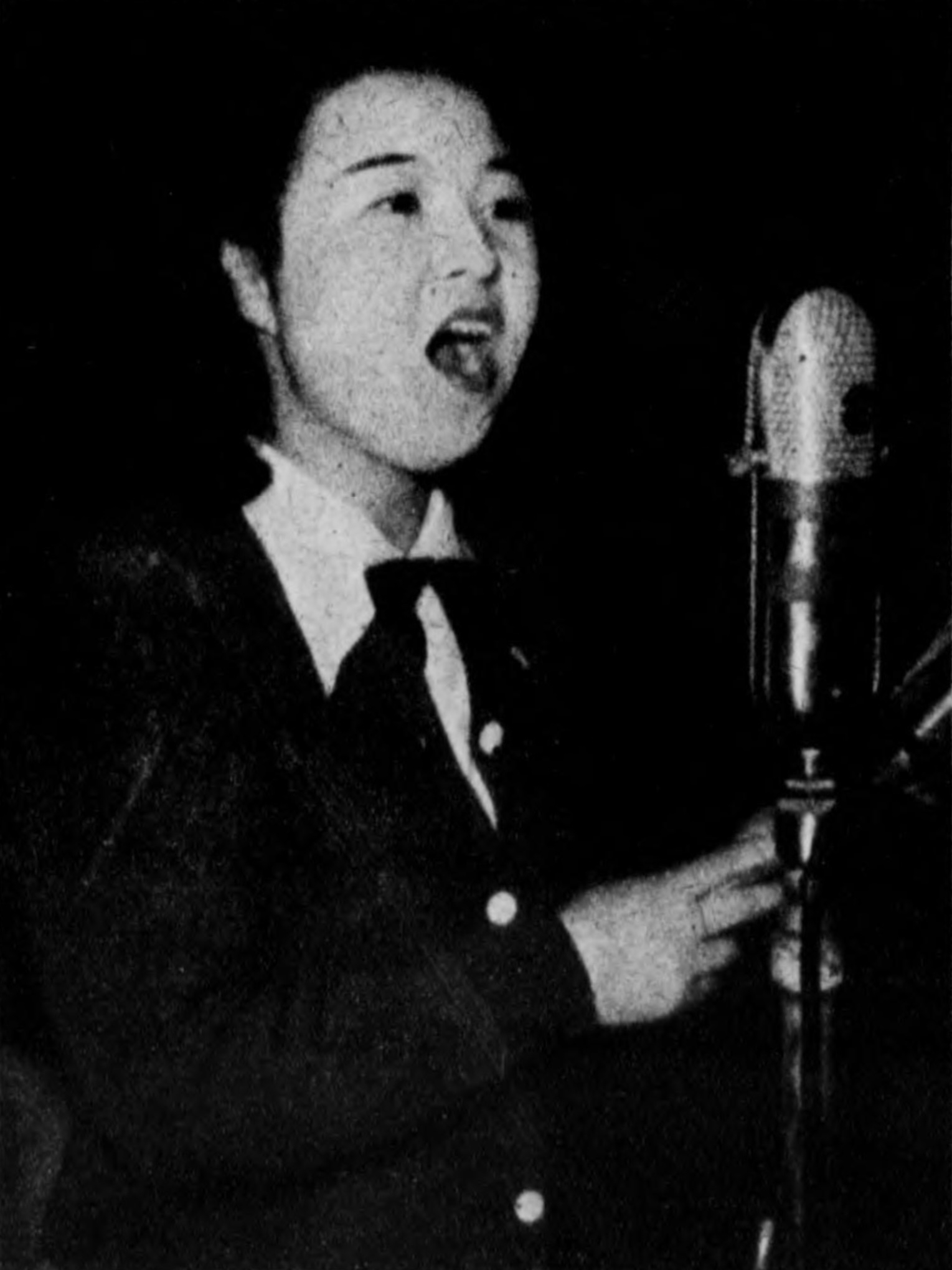
荒井恵子／6月18日没

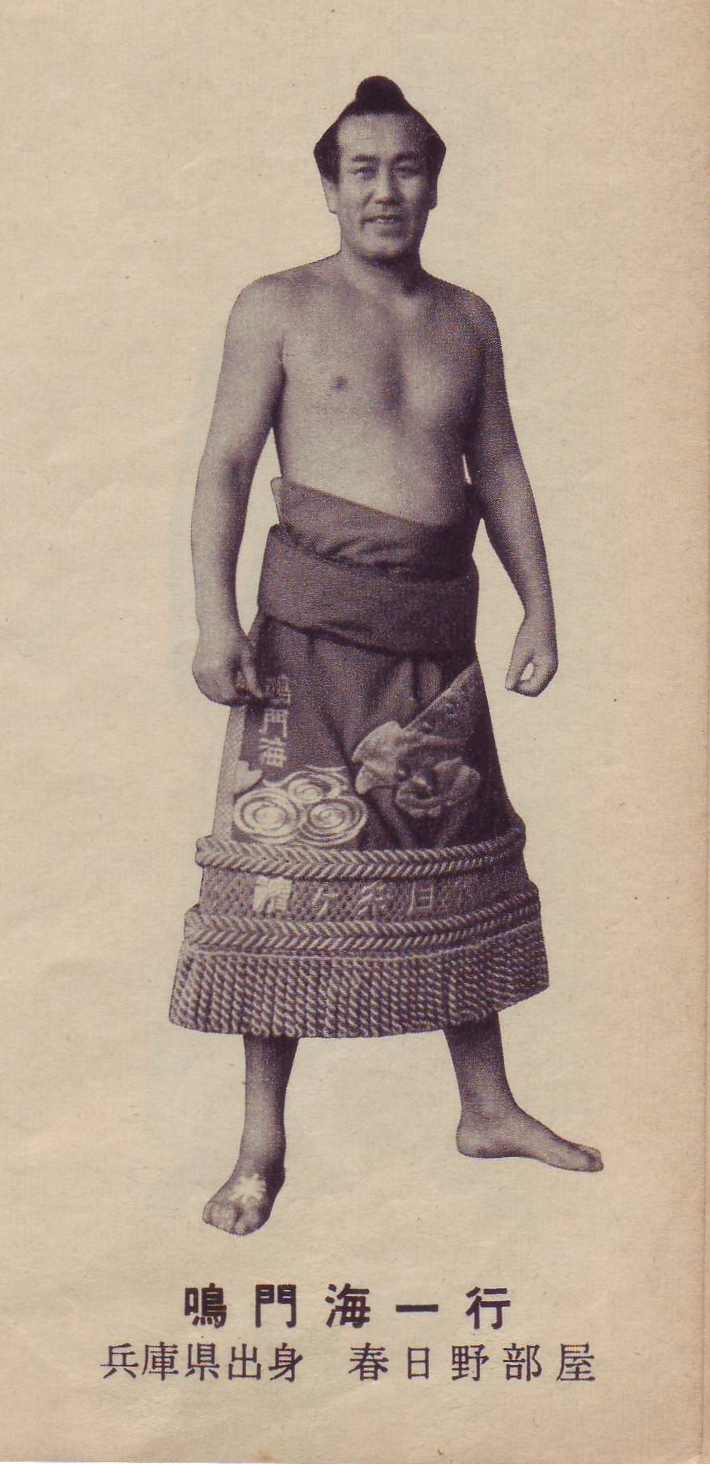
鳴門海一行／6月19日没

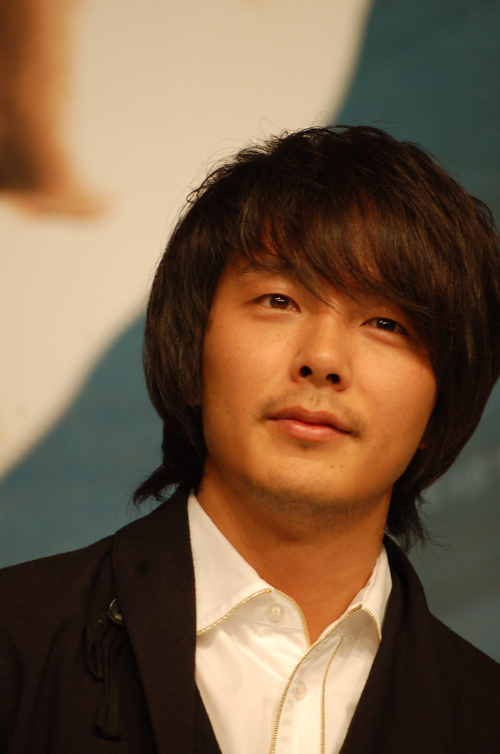
パク・ヨンハ／6月30日没

## （1日 - 15日）
- 6月1日 - 大野一雄、日本の舞踏家（* 1906年)[1]
- 6月1日 - 栗原祐幸、日本の政治家、元衆議院議員、元参議院議員、第42・44代防衛庁長官、第41代労働大臣（* 1920年）[2]
- 6月1日 - アンドレイ・ヴォズネセンスキー、旧ソビエト連邦、ロシアの詩人、『百万本のバラ』(ロシア語版)作詞者（* 1933年)[3]
- 6月1日 - 小久保正雄、日本の政治家、元兵庫県北淡町長（* 1933年)
- 6月2日 - ジュゼッペ・タッデイ、イタリアのバリトン歌手（* 1916年)
- 6月2日 - 秋山長造、日本の政治家、元参議院議員、第15・16代参議院副議長（* 1917年)
- 6月2日 - 牧野昭一、日本の作曲家（* 1927年)
- 6月2日 - 加来照俊、日本の交通工学者、北海道大学名誉教授（* 1932年)
- 6月2日 - ウラジーミル・アーノルド、ロシアの数学者（* 1937年)
- 6月3日 - 小林昇、日本の経済学者、立教大学・福島大学名誉教授（* 1916年)
- 6月3日 - ルー・マクラナハン(Rue McClanahan)、アメリカ合衆国の女優（* 1934年)
- 6月4日 - ジョン・ウッデン、カレッジバスケットボール指導者（* 1910年)
- 6月4日 -  中野政樹、日本の芸術学者、東京藝術大学名誉教授（* 1930年)
- 6月5日 - 松岡三郎、日本の法学者、明治大学名誉教授（* 1915年)
- 6月5日 - キャピー原田、アメリカ合衆国出身の日系2世軍人（* 1921年)
- 6月5日 - アルネ・ノールヘイム、ノルウェーの作曲家（* 1931年)
- 6月6日 - 浅井成海、日本の宗教家、龍谷大学名誉教授（* 1934年)
- 6月6日 - 堀勇蔵、日本の小説家（* 1938年)
- 6月6日 - マーヴィン・アイズレー(Marvin Isley)、アメリカ合衆国のベーシスト　アイズレー・ブラザーズのメンバー（* 1953年)
- 6月9日 - マリナ・セミョーノワ、旧ソビエト連邦/ロシア連邦のバレエダンサー（* 1908年)
- 6月10日 - ジグマー・ポルケ、ドイツの画家、写真家（* 1941年)
- 6月11日 -  前川道介、日本のドイツ文学者、同志社大学名誉教授（* 1924年)
- 6月11日 - 池田駿介、日本の俳優（* 1941年)
- 6月11日 - 玉川善治、日本の芸能プロモーター、芸能プロダクション・人力舎社長（* 1946年)
- 6月12日 - "グリズリー" ジェイク・スミス、アメリカ合衆国のプロレスラー（* 1932年)[4]
- 6月12日 - フアト・マンスーロフ、カザフスタンの指揮者（* 1928年)[5]
- 6月13日 - ジミー・ディーン、アメリカ合衆国のカントリー歌手・俳優・実業家（* 1928年)
- 6月14日 - 島田久、日本の政治家、元民主党衆議院議員、元東京都議会議員（* 1935年)
- 6月14日 - オスカー・アゾカー(Oscar Azócar)、ベネズエラの野球選手、元サンディエゴ・パドレス外野手（* 1965年)
- 6月15日 - 二木富美子、日本の元警察官、警視庁女性警察官第1期生採用者のひとり（* 1920年)
- 6月15日 - 河島正、日本の漫画原作者（* 1969年)

## （16日 - 30日）
- 6月16日 - ビル・ディクソン(Bill Dixon)、アメリカ合衆国のジャズトランペッター（* 1925年)
- 6月16日 - マルク・バザン(Marc Bazin)、ハイチの政治家、同国元首相/大統領代行（* 1932年)[6]
- 6月17日 - 北野弘久、日本の法学者（* 1931年)
- 6月18日 - 松木重雄、日本の洋画家、筑波大学名誉教授（* 1917年)
- 6月18日 - ジョゼ・サラマーゴ、ポルトガルの作家（* 1922年)
- 6月18日 - 荒井恵子、日本の歌手（* 1929年）[7]
- 6月18日 - 山口太一、日本の漫画家（* 1936年)
- 6月18日 - トレント・アシッド、アメリカ合衆国出身のプロレスラー（* 1980年)
- 6月19日 - 野田愛子、日本の裁判官、札幌高等裁判所元長官（* 1924年)
- 6月19日 -  鳴門海一行、日本の元大相撲力士（* 1926年)
- 6月19日 - マヌート・ボル、スーダン出身の元プロバスケットボール選手（* 1962年)
- 6月20日 - 遠藤要、日本の政治家、元参議院議員、第45代法務大臣、元宮城県議会議長（* 1915年)
- 6月21日 - 赤桐操、日本の政治家、元参議院議員、第21代参議院副議長（* 1921年)
- 6月23日 - 中村粲、日本の英文学者、近代史研究家（* 1934年)
- 6月24日 - ピート・クウェイフ、イギリスのベーシスト、キンクスの元メンバー（* 1943年)
- 6月24日 - エリース・ボールディング、ノルウェーの平和学者・社会学者（* 1920年)
- 6月24日 - ジョジョ・ビリングズリー(JoJo Billingsley)、アメリカ合衆国の歌手、作曲家、レーナード・スキナードのバックアップコーラス （* 1952年)
- 6月26日 - ベニー・パウエル(Benny Powell)、アメリカ合衆国のジャズ・トロンボーン奏者（* 1930年)
- 6月26日 - セルジオ・ベガ(Sergio Vega)、メキシコの歌手（* 1970年) [8]
- 6月28日 - 佃公彦、日本の漫画家（* 1930年)
- 6月30日 - アルギルダス・ブラザウスカス、リトアニアの政治家、リトアニア共和国初代大統領（* 1932年)
- 6月30日 - 有働亨、俳人（* 1920年)
- 6月30日 - 近藤道生、日本の元大蔵官僚、実業家、元国税庁長官、博報堂元社長（* 1920年)
- 6月30日 - パク・ヨンハ、大韓民国の俳優・歌手（* 1977年)